# Leon Kruczkowski

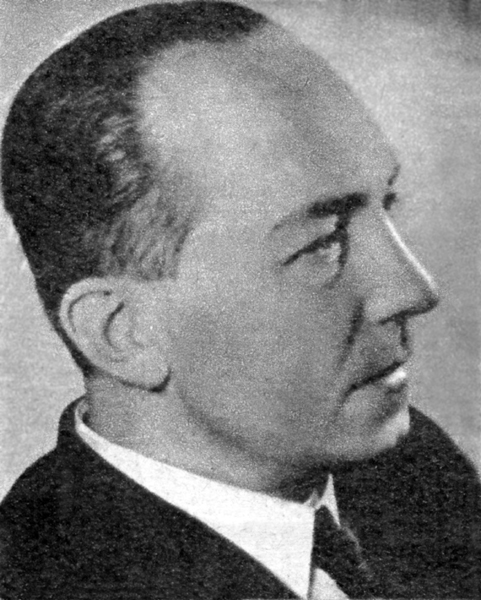
Leon Kruczkowski en 1950.

Leon Kruczkowski (28 de marzo de 1900–1 de agosto de 1962) fue un escritor y publicista polaco. Fue una figura prominente del teatro polaco del periodo posterior a la Segunda Guerra Mundial. Su obra más conocida es el drama Niemcy (Alemanes), escrita en 1949.
Activista de izquierdas antes de la Segunda Guerra Mundial, pasó la guerra en campos alemanes de prisioneros de guerra. Tras la guerra, fue activista comunista en la República Popular Polaca. Entre 1945 y 1948, fue viceministro de Cultura y Arte. Kruczkowski también fue diputado del Parlamento polaco (Sejm) entre 1946 y 1956 y miembro del Consejo de Estado a partir de 1957. Se le atribuye una influencia significativa en la política cultural de Polonia.

## Biografía
Leon Kruczkowski nació el 28 de marzo de 1900 en Cracovia. Mientras terminaba su educación en química y tecnología, publicó sus primeros poemas en torno a 1918 y 1919. Se mudó a Silesia, donde publicó en 1928 su primera antología poética, Młoty nad światem" (Martillos por el mundo), y en 1932 su primera novela, una "réplica campesina al Kordian de Juliusz Słowacki", titulada Kordian i cham (Kordian y el campesino).
Posteriormente, pasó a ser escritor a tiempo completo. Regresó a Cracovia y escribió la primera de sus obras teatrales dramáticas, Bohater naszych czasów (Héroe de nuestros tiempos) en 1935, que reescribió tres años después con el nuevo título Przygoda z Vaterlandem (Aventura con Vaterland), en ambos casos caracterizados por su fuerte crítica del nazismo. También escribió ensayos ideológicos de izquierdas que se publicaron en revistas, periódicos y folletos. Sus novelas posteriores Pawie pióra (Plumas de pavo real) y Sidła (Cepo) tuvieron menos éxito.

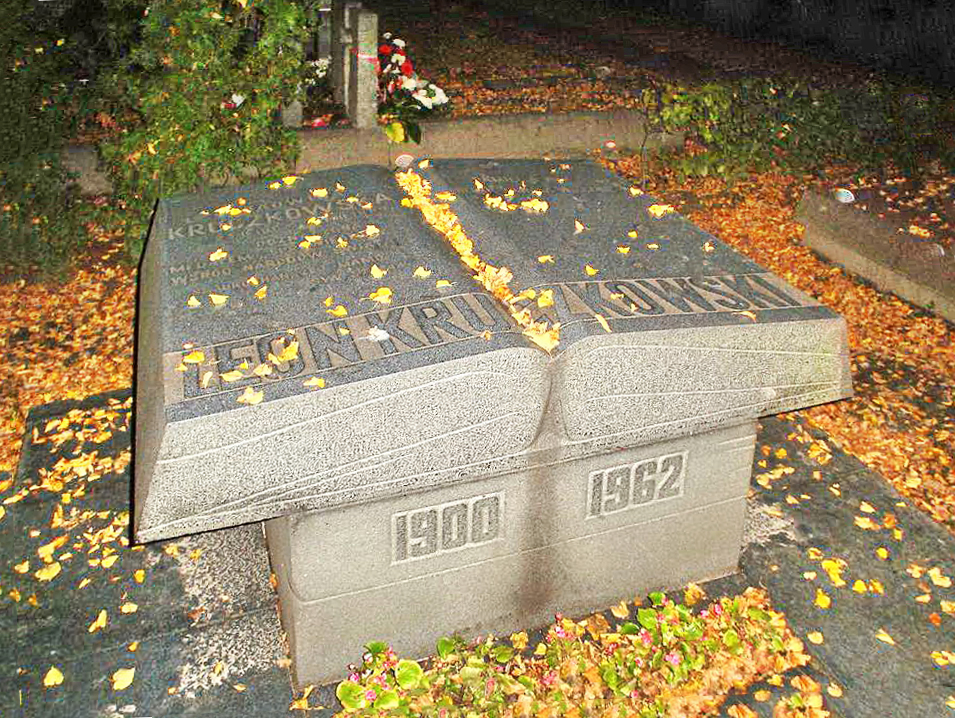
Tumba de Kruczkowski.

Tras la invasión alemana de Polonia, durante la cual luchó en el ejército polaco como oficial, fue detenido y pasó la guerra en un campo de prisioneros de guerra. Durante su cautividad, hizo activismo educativo y cultural y organizó un teatro. Dos de sus novelas, que no había terminado de escribir para cuando se produjo la invasión, se perdieron durante la guerra. Después de la guerra, retomó su carrera literaria y escribió nuevos dramas para el teatro. Su obra de 1948 Odwet (Represalia) fue bien recibida, pero fue su drama de 1949 Niemcy (Alemanes), en el que trata la responsabilidad moral de Alemania por la Segunda Guerra Mundial, el que le ganó el reconocimiento internacional, traduciéndose a 14 idiomas.
Kruczkowski también desarrolló una notable actividad en el activismo y la política. Entre 1945 y 1948, fue viceministro de Cultura y Arte, diputado del Parlamento polaco (Sejm) entre 1945 y 1956 y, a partir de 1957, miembro del Consejo de Estado. Fue un decidido partidario del nuevo orden comunista en Polonia, y se implicó activamente en la politización de la cultura polaca de la posguerra, introduciendo en ella el realismo socialista. Está reconocido como una figura relevante en el panorama literario polaco de la época y por su papel en la política cultural de Polonia.

## Reconocimientos
Leon Kruczowski fue condecorado con la Orden de los Constructores de la Polonia Popular (en 1950 o 1955) y el Premio Internacional Stalin por el Fortalecimiento de la Paz entre los Pueblos.

## Obras
- Młoty nad światem (1928), antología poética;
- Kordian i cham (1932), novela, adaptada al teatro en 1935;
- Pawie pióra (1935), novela;
- Bohater naszych czasów (1935), drama, reescrito como Przygoda z Vaterlandem en 1938;
- Sidła (1937), novela;
- Odwety (1948), drama;
- Niemcy (1949), drama;
- Juliusz i Ethel (1954), drama;
- Odwiedziny (1955), drama;
- Pierwszy dzień wolności (1959), drama;
- Śmierć gubernatora (1961), drama;
- Szkice z piekła uczciwych (1963), antología de historias cortas.